# Médaille du prisonnier politique 1914-1918
La médaille du prisonnier politique 1914-1918 (néerlandais : Medaille van de Politieke Gevangene 1914-1918) était une décoration belge. Elle fut créée par l'arrêté royal du 26 décembre 1930. Elle fut décernée à tous les Belges qui furent détenus par les Allemands durant une période de minimum un mois pendant la Première Guerre mondiale à la suite d'un acte de courage ou de dévouement à la cause alliée.
Les récipiendaires de la médaille se voyaient également attribuer automatiquement la médaille commémorative 1914-1918 et la médaille inter-alliée de la victoire 1914-1918.

## Insigne
La médaille du prisonnier politique 1914-1918 était identique à la médaille du roi Albert exception faite du ruban. C'était une médaille de bronze circulaire d'un diamètre de 35 mm.
La face avers montre un médaillon central dans lequel est gravé le profil gauche du roi Albert Ier avec l'inscription en français ou en néerlandais selon la version « ALBERT ROI DES BELGES » (ou en néerlandais : « ALBERT KONING DER BELGEN ») encerclé par une couronne de laurier de 5 mm de large. Le revers porte une inscription en relief en 4 lignes : « EN TEMOIGNAGE DE RECONNAISSANCE NATIONALE » (ou en néerlandais : « ALS BLIJK VAN'S LANDS ERKENTELIJKHEID ») avec les années « 1914-1918 » en dessous.
La médaille est suspendue par un anneau à un ruban bleu clair en soie moirée d'une largeur de 38 mm et comportant une ligne horizontale de 4,5 mm de large aux couleurs nationales de la Belgique (rouge, jaune, noir).

## Récipiendaires illustres (liste partielle)
- Major-général aviateur Norbert Leboutte[2]

## Sources
- Quinot H., 1950, Recueil illustré des décorations belges et congolaises, 4e Édition. (Hasselt)
- Cornet R., 1982, Recueil des dispositions légales et réglementaires régissant les ordres nationaux belges. 2e Éd. N.pl., (Bruxelles)
- Borné A.C., 1985, Distinctions honorifiques de la Belgique, 1830–1985 (Bruxelles)